# Keerderberg

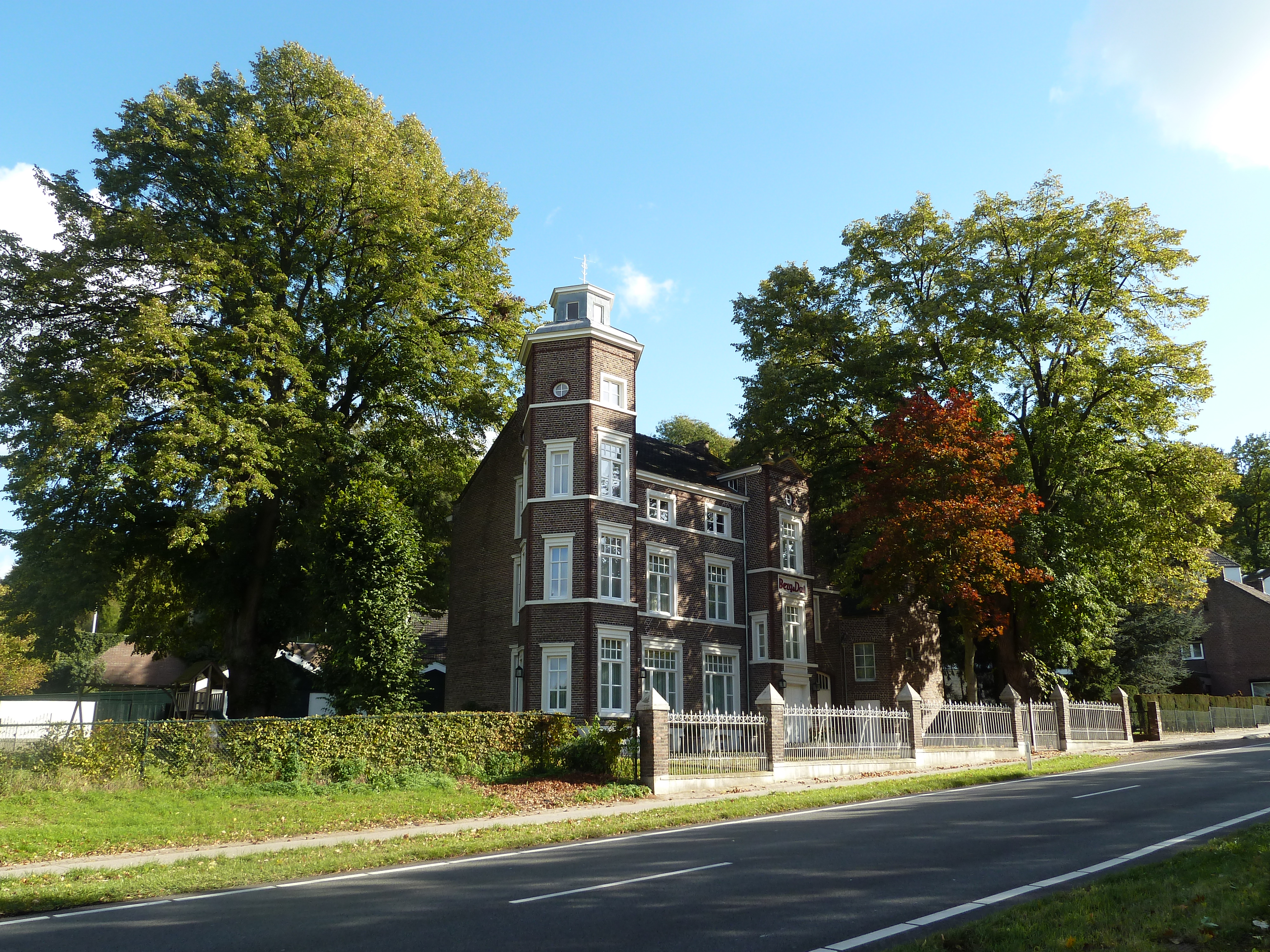
Villa Rijksweg 5A in Berg, Cadier en Keer

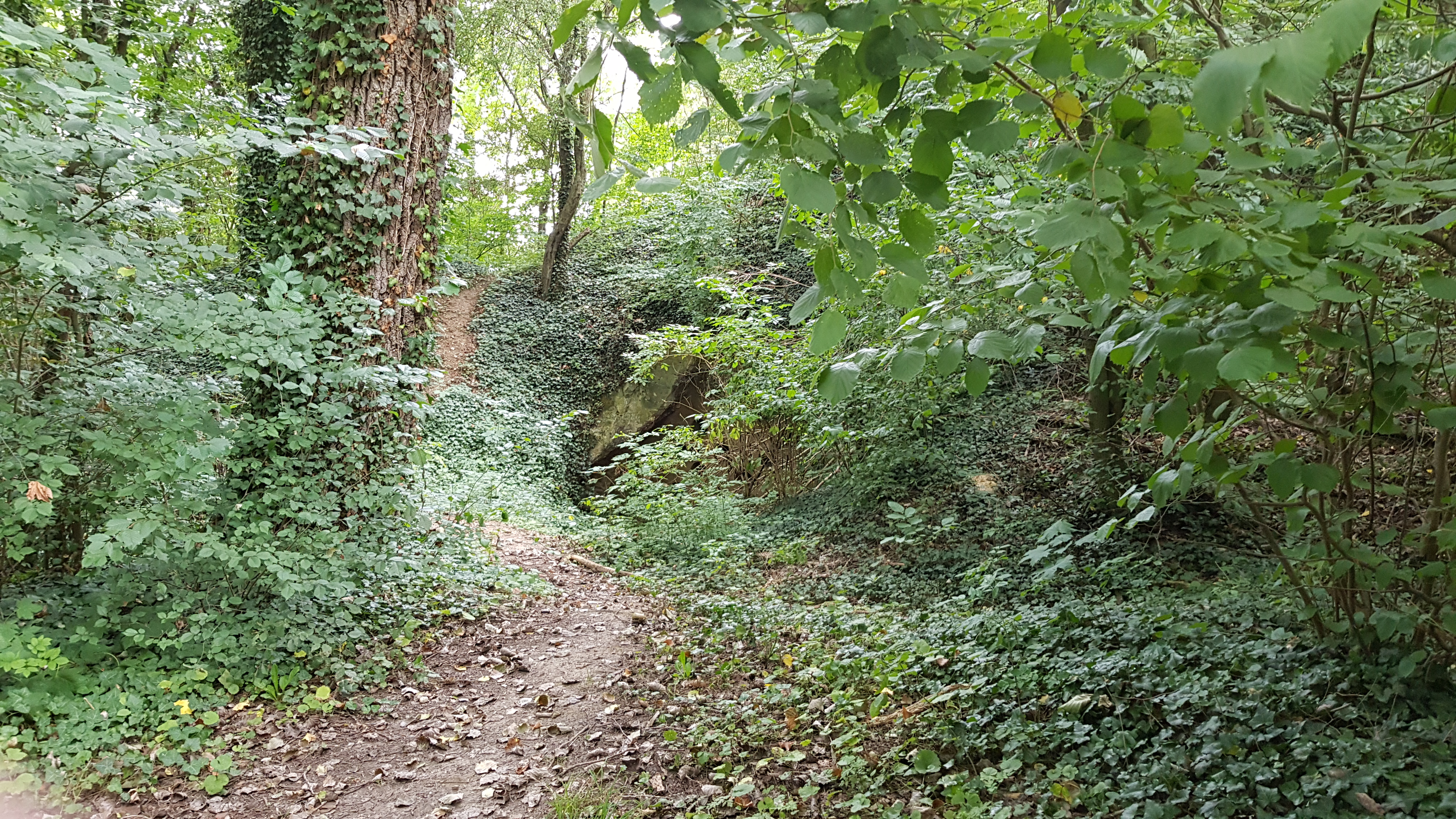
Bosweggetje nabij Keerderberggroeve

De Keerderberg is de naam (toponiem) voor een gedeelte van de oostelijke Maasdalhelling nabij Maastricht, aan de rand van het plateau van Margraten. De aanduiding 'Keerderberg' of 'Berg' wordt ook gebruikt voor het weggedeelte van de N278 ('Rijksweg') in de buurtschap Berg, tussen Heer en Cadier en Keer, onder andere bekend uit de wielersport.

## Geologie
In de helling van de Keerderberg bevinden zich meerdere ondergrondse kalksteengroeven: Keerderberg-Noord, Keerderberg-Tussen, Keerderberg-Midden en Keerderberg-Zuid, tezamen aangeduid als Keerderberggroeven. De groeven zijn volgens W.M. Felder ontgonnen in het bovenste deel van de kalksteen van Nekum.
Deze gangenstelsels vormden oorspronkelijk één geheel maar zijn van elkaar gescheiden nadat de ingangspartij werd afgegraven. De ontginning van kalksteen (mergel) is op deze plek begonnen in het midden van de 17e eeuw en eindigde aan het begin van de 20e eeuw. De laatste mijnbouwactiviteiten werden zowel ondergronds als bovengronds (in dagbouw) uitgevoerd.
De bovengrondse winning resulteerde in het verdwijnen van de oorspronkelijke ingangspartij. Hierdoor bevindt zich op deze plek nu een vlak grasveld, gedeeltelijk omgeven door begroeide kalksteenwanden, waar de ingangen van de vier groeven zich in bevinden.
De gangenstelsels variëren sterk in grootte. Het kleinste stelsel, de Keerderberg Tussen, beslaat slechts een tiental meters. Terwijl de Keerderberg Midden zich honderden meters ver uitstrekt in de zachte kalksteen. In dit stelsel zijn aan het begin van de jaren negentig twee jongens uit een nabij gelegen internaat verdwaald en omgekomen.
De gangenstelsels zijn degelijk afgesloten en niet toegankelijk voor publiek.

## Wielrennen
De helling, ook wel aangeduid als 'Berg' of Rijksweg 278 is meermaals opgenomen in de wielerklassieker Amstel Gold Race.